# Theodor Arndt
Theodor Arndt (* 1. Juni 1850 in Benkendorf, Mansfelder Seekreis; † 2. Juli 1901 in Berlin) war ein deutscher evangelischer Theologe.

## Leben
Theodor Arndt studierte Pädagogik und Theologie und bekam nach Abschluss seines Studiums eine Anstellung als „Lehrer für Deutsch, Geschichte und Religion“ am Königl. Schullehrer-Seminar in Dresden. 1883 berief man ihn als Diakon an die Petri-Gemeinde nach Berlin-Cölln.
Als in Weimar im darauffolgenden Jahr der Allgemeine evangelisch-protestantische Missionsverein (AEPM, heute DOAM/SOAM) gegründet wurde, gehörte Arndt zu dessen ersten Mitgliedern. Ab 1886 fungierte er in dieser Vereinigung als verantwortlicher Herausgeber der „Zeitschrift für Missionskunde und Religionswissenschaft“. 1893 bestimmte die Mitgliederversammlung des AEPM Arndt zu ihrem Präsidenten. In dieser Funktion war Arndt u. a. Mitglied des deutschen Protestantenvereins, des evangelischen Bundes, des Evangelisch-sozialen Kongresses und des Gustav-Adolf-Vereins.

## Schriften
- Die Stellung Ezechiels in der alttestamentlichen Prophetie. 1885.
- Die Probleme des Alten Testaments und ihre neueste Lösung. 1886.